# Hortensia Hedström
Hortensia Astrid Hedström, född Ohlson 8 december 1890 i Elgin, Illinois, USA, död 3 maj 1982 i Stockholm, var en svensk operettsångare och skådespelare.

## Biografi
Hedström teaterdebuterade som O Mimosa San i operetten Geishan på Stora Teatern, Göteborg 1911. Hon var engagerad av Albert Ranft åren 1911–1919 och av Axel Engdahl i Göteborg 1919–1921 samt på olika Göteborgsscener under 1920- och 1930-talen i både opera och operett. Åren 1922–1923 var hon sånglärare på Göteborgs lyceum för flickor. 
Filmdebuten kom 1938 i Svensson ordnar allt! och hon kom att medverka i drygt 40 filmproduktioner. Hon var gift med operettsångaren Gösta Hedström. Makarna Hedtröm är begravda på Östra kyrkogården i Göteborg.

## Filmografi
- 1938 – Svensson ordnar allt!
- 1940 – Beredskapspojkar
- 1940 – Blyge Anton
- 1940 – Hennes melodi
- 1940 – Kyss henne!
- 1940 – Snurriga familjen
- 1941 – Den ljusnande framtid
- 1941 – Fransson den förskräcklige
- 1941 – I natt – eller aldrig
- 1941 – Lasse-Maja
- 1941 – Lärarinna på vift
- 1942 – Det är min musik
- 1942 – Doktor Glas
- 1942 – En trallande jänta
- 1942 – Flickan i fönstret mitt emot
- 1942 – Jacobs stege
- 1942 – Sexlingar
- 1942 – Tre skojiga skojare
- 1943 – Aktören
- 1943 – Brödernas kvinna
- 1943 – Kungsgatan
- 1943 – En flicka för mej
- 1943 – Hans Majestäts rival
- 1943 – Kungsgatan
- 1943 – Sjätte skottet
- 1943 – Som du vill ha mej
- 1943 – Sonja
- 1944 – Appassionata
- 1944 – Räkna de lyckliga stunderna blott
- 1945 – Den allvarsamma leken
- 1945 – Idel ädel adel
- 1945 – Maria på Kvarngården
- 1946 – Eviga länkar
- 1946 – Försök inte med mej ..!
- 1946 – Kris
- 1947 – Jens Månsson i Amerika
- 1947 – Kvarterets olycksfågel
- 1947 – Stackars lilla Sven
- 1949 – Hur tokigt som helst
- 1954 – Seger i mörker
- 1956 – Sången om den eldröda blomman
- 1960 – Det händer i morgon
- 1961 – Stöten

## Teater

### Roller (ej komplett)
| År   | Roll        | Produktion                                                                    | Regi           | Teater                        |
| ---- | ----------- | ----------------------------------------------------------------------------- | -------------- | ----------------------------- |
| 1914 | Röschen     | Storstadsbaciller Jean Gilbert                                                | Carl Barcklind | Vasateatern                   |
| 1915 |             | Greven av Luxemburg Franz Lehár, Alfred Maria Willner och Robert Bodansky     |                | Oscarsteatern                 |
| 1915 | Flore       | Pariserluft Martin Knopf                                                      |                | Vasateatern                   |
| 1915 | Clarisse    | Två man om en änka Victor Hollaender, Heinrich Storbitzer och Richard Kessler | Carl Barcklind | Vasateatern                   |
| 1917 | Pamela      | Fra Diavolo Daniel Auber och Eugène Scribe                                    |                | Albert Ranfts operettsällskap |
| 1919 | Medverkande | Hembränt, revy David Gustafsson                                               | Erik Berglund  | Nya teatern, Göteborg         |
| 1942 |             | Mazurka Joseph Beer, Fritz Löhner-Beda, Alfred Grünwald                       | Karl Kinch     | Skansens friluftsteater       |

## Rollfoton

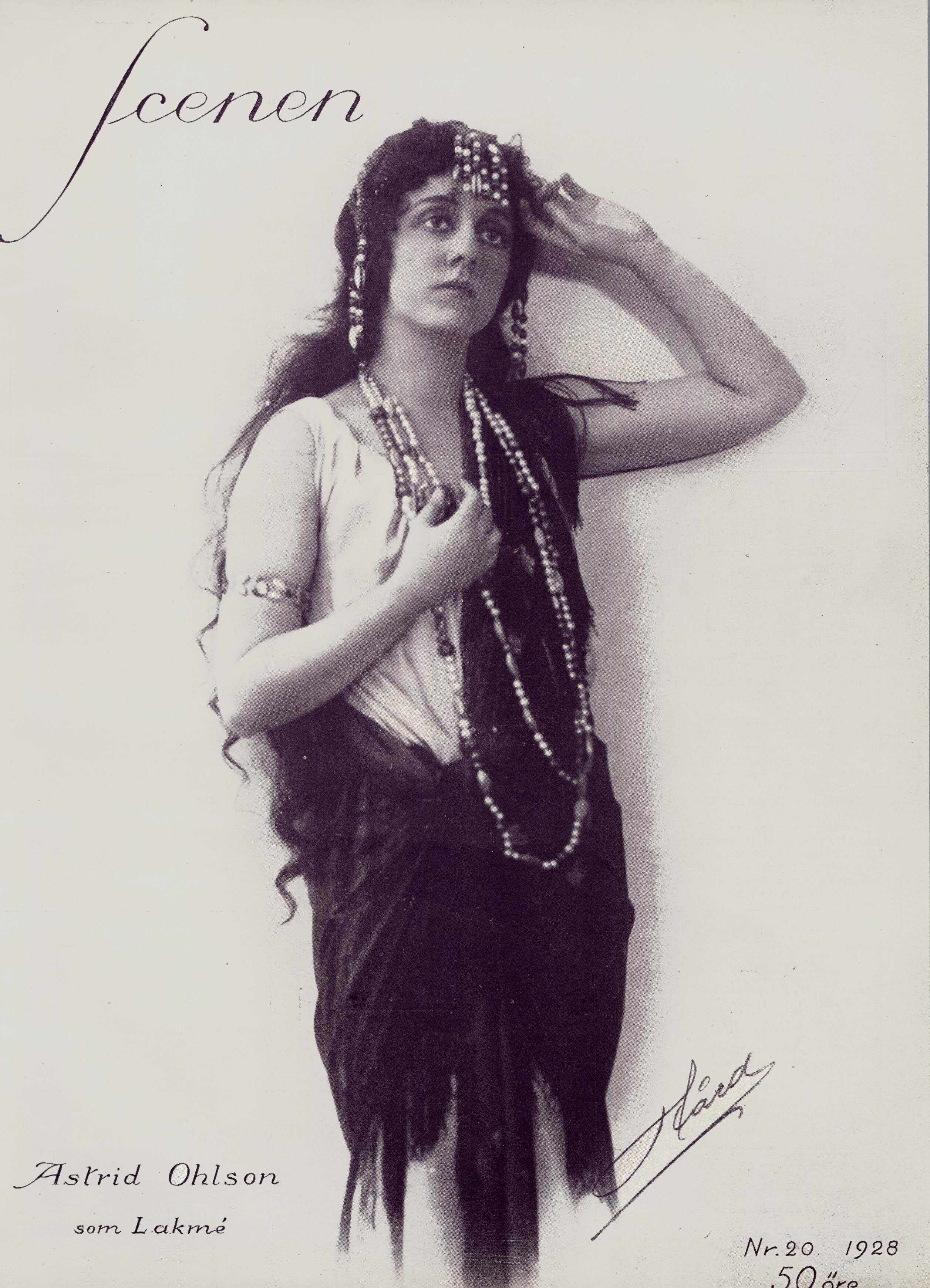
I titelrollen i operan Lakmé.
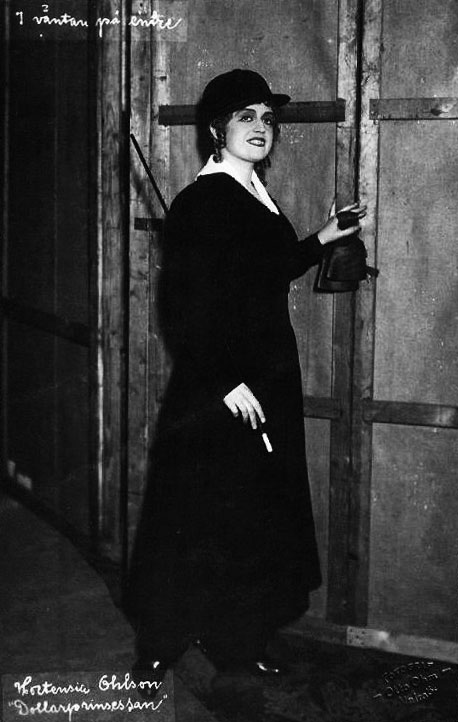
I operetten Dollarprinsessan.